# Championnat de France des rallyes 1996
Navigation
Édition précédente Édition suivante
La saison 1996 du championnat de France des rallyes est remporté pour la première fois par Gilles Panizzi et la Peugeot 306 Maxi tandis que François Delecour fait un retour convaincant chez Peugeot. 
On regrettera aussi la « mise à l'écart » des autos de classe A8. Dommage car les piges de Marco Massarotto ou encore Benoît Rousselot montrent que, à défaut de jouer le titre, ces pilotes auraient pu animer un championnat bien triste derrière les pilotes d'usines de Renault et Peugeot.
Cette saison sera aussi marqué par la fin de carrière de Jean Ragnotti et l'annulation en dernière minute du Rallye du Var pour cause de pénurie d'essence due à la grève des routiers qui bloquent les raffineries.
Le jeune Nicolas Latil termine premier groupe N après une saison régulière. Apparition aussi des kit-cars 1 600 cm3 avec la Peugeot 106.

## Réglementation du championnat
Voici quelques points principaux de la réglementation.

### Barème des points
Les points sont attribués au scratch, au groupe et à la classe selon le système suivant :
| Place   | 1re | 2e | 3e | 4e | 5e | 6e | 7e | 8e | 9e | 10e |
| ------- | --- | -- | -- | -- | -- | -- | -- | -- | -- | --- |
| Général | 20  | 15 | 12 | 10 | 8  | 6  | 4  | 3  | 2  | 1   |
| Groupe  | 10  | 6  | 4  | 3  | 2  | 1  |    |    |    |     |
| Classe  | 10  | 6  | 4  | 3  | 2  | 1  |    |    |    |     |

Les rallyes ont différents coefficients (3 ou 5). Seuls les huit meilleurs résultats sont retenus (2 à coefficient 3 ; 6 à coefficient 5). Les autos de classe A8, bien que admise à prendre part au rallye, ne marque pas de points au championnat.

### Véhicules admis
Autos conformes à la réglementation technique en cours des groupes et N. Les autos caduques (F1, FN, F) et les GT de série roulent dans un national de doublure.

### Pneumatiques
Ils sont limités à un quota de 14 pneus par épreuves. Pneus moulés FIA obligatoire.

### Parcours
Le kilométrage total chronométré doit être égale à 220 km à plus ou moins 10 %. Le nombre de passage dans une épreuve spéciale est limité à 3. Un rallye doit être composé d'au minimum 10 épreuves chronométrés.

### Reconnaissances
Elles sont limités à 4 passages par épreuves chronométrés.

## Rallyes de la saison 1996
| N° | Dates                     | Rallye (coef)                 | Vainqueur         | Copilote           | Voiture             |
| 1  | 22 mars-24 mars           | Rallye Lyon-Charbonnières (3) | Gilles Panizzi    | Hervé Panizzi      | Peugeot 306 Maxi    |
| 2  | 4 avril-7 avril           | Rallye Grasse-Alpin (5)       | Philippe Bugalski | Jean-Paul Chiaroni | Renault Maxi Megane |
| 3  | 28 avril-1er mai          | Tour de Corse (5)             | Philippe Bugalski | Jean-Paul Chiaroni | Renault Maxi Megane |
| 4  | 7 juin-9 juin             | Rallye Alsace-Vosges (3)      | Gilles Panizzi    | Hervé Panizzi      | Peugeot 306 Maxi    |
| 5  | 21 juin-23 juin           | Ronde Cévenole (5)            | Gilles Panizzi    | Hervé Panizzi      | Peugeot 306 Maxi    |
| 6  | 21 juillet-23 juillet     | Rallye du Rouergue (5)        | Philippe Bugalski | Jean-Paul Chiaroni | Renault Maxi Megane |
| 7  | 5 septembre-8 septembre   | Rallye du Mont-Blanc (3)      | Gilles Panizzi    | Hervé Panizzi      | Peugeot 306 Maxi    |
| 8  | 26 septembre-28 septembre | Rallye du Limousin (5)        | Gilles Panizzi    | Hervé Panizzi      | Peugeot 306 Maxi    |
| 9  | 11 octobre-13 octobre     | Rallye du Touquet (5)         | Gilles Panizzi    | Hervé Panizzi      | Peugeot 306 Maxi    |
| 10 | 25 octobre-27 octobre     | Rallye d'Antibes (3)          | François Delecour | Daniel Grataloup   | Peugeot 306 Maxi    |
| 11 | 8 novembre-10 novembre    | Critérium des Cévennes (5)    | François Delecour | Daniel Grataloup   | Peugeot 306 Maxi    |
| 12 | 28 novembre-1er décembre  | Rallye du Var (5)             | annulé            | annulé             | annulé              |

## Classement du championnat
| Place | Pilote               | Voiture                      | 1   | 2   | 3   | 4   | 5   | 6   | 7   | 8   | 9   | 10  | 11  | Points |
| ----- | -------------------- | ---------------------------- | --- | --- | --- | --- | --- | --- | --- | --- | --- | --- | --- | ------ |
| 1er   | Gilles Panizzi       | Peugeot 306 Maxi             | 1er | 2e  | 2e  | 1er | 1er | 3e  | 1er | 1er | 1er | 4e  | 2e  | 1245   |
| 2e    | Philippe Bugalski    | Renault Maxi Megane          | 2e  | 1er | 1er | 2e  | 2e  | 1er | 3e  | 2e  | 3e  | 2e  | ab  | 1097   |
| 3e    | François Delecour    | Peugeot 306 Maxi             |     |     | 4e  | 3e  | 3e  | ab  | 2e  | 3e  | 2e  | 1er | 1er | 850    |
| 4e    | Jean Ragnotti        | Renault Maxi Megane          | 4e  | 4e  | 10e | 4e  | 4e  | 4e  | 4e  | 4e  | 4e  | 5e  | 4e  | 616    |
| 5e    | Nicolas Latil        | Ford Escort RS Cosworth Gr N | 6e  | 5e  |     | 8e  | 11e | ab  | 5e  | 8e  | ab  |     | 5e  | 613    |
| 6e    | Gérard Maurin        | Ford Escort RS Cosworth Gr N | ab  | ab  |     | 6e  | 5e  | ab  | ab  | 6e  | 7e  |     | 6e  | 548    |
| 7e    | Lionel Montagne      | Peugeot 106 kit-car          |     | 7e  | 16e | 10e |     | ab  | 6e  |     |     |     | 9e  | 308    |
| 8e    | Ange-Paul Cordoliani | Subaru Impreza Gr N          |     |     | 17e |     | 24e | 12e |     | ab  |     | 13e | 8e  | 296    |
| 9e    | François Chatriot    | Peugeot 306 Maxi             | 3e  | 3e  | 6e  |     |     |     |     |     |     |     |     | 240    |
| 10e   | Aimé Védrines        | Peugeot 306 S16 Gr N         |     |     |     |     | 16e |     | 8e  |     |     | ab  | 10e | 235    |

### Autres championnats/coupes sur asphaltes
- Championnat de France des Rallyes-Copilotes :
  - 1erHervé Panizzi avec 1245pts
  - 2e Jean-Paul Chiaroni avec 1097pts
  - 3e Daniel Grataloup avec 850pts

- Championnat de France des rallyes 2e Division : 
  - 1er Sylvain Polo sur Renault Maxi Megane avec 302pts
  - 2e  Hugues Delage sur BMW M3 avec 191pts
  - 3e  Didier Billon sur Ford Escort RS Cosworth Gr N avec 182pts

- Volant Peugeot 106 Rallye : 
  - 1er Michel Boetti avec 133pts
  - 2e  Jean-Baptiste Serpaggi avec 114pts
  - 3e  Laurent Lambert avec 114pts

- Challenge Citroën AX GTI : 
  - 1er Éric Boreau avec 317pts
  - 2e  Xavier Perrault avec 232pts
  - 3e  Joel Tisseyre avec 220pts

- Trophée Citroën ZX : 
  - 1er Patrice Rouilt avec 290pts
  - 2e  Alain Pellerey avec 260pts
  - 3e  Philippe Corneau avec 206pts

- Trofeo Fiat Cinquecento : 
  - 1er Cédric Robert avec 110pts
  - 2e  Cédric Petiet avec 89.5pts
  - 3e  Sébastien Currat avec 88.5pts